# Epidesma moloneyi
Epidesma moloneyi là một loài bướm đêm thuộc phân họ Arctiinae, họ Erebidae.